# Julio Canessa Robert
Julio Octavio Canessa Robert (Antofagasta, 19 de marzo de 1925-Santiago, 24 de enero de 2015) fue un militar y político chileno, que alcanzó el rango de teniente general. Durante la dictadura militar del general Augusto Pinochet se desempeñó como vicecomandante en jefe del Ejército, y como miembro de la Junta Militar de Gobierno en calidad de representante de dicha rama castrense. Luego del retorno de la democracia en 1990, ejerció como senador institucional entre 1998 y 2006; siendo designado por el Consejo de Seguridad Nacional (Cosena).

## Familia
Nació en Antofagasta, el 19 de marzo de 1925; hijo de Juan Bautista Canessa Jorquera, oficial de marina e ingeniero naval y de Julia Robert.
Se casó con Adriana Benavente Sanhueza, con quien tuvo una hija y dos hijos.

## Carrera militar
En 1942, ingresó a la Escuela Militar del Libertador Bernardo O'Higgins, obteniendo el grado de bachiller al año siguiente. Transcurridos unos años, fue destinado a la Escuela de Aplicación de Torino, Italia, donde realizó cursos de infantería y de caballería blindada. A su regreso, ingresó a la Academia del Ejército, donde siguió el curso regular de Estado Mayor, obteniendo el primer puesto de su promoción; graduándose de oficial de Estado Mayor en 1959 y profesor de Academia.
Entre los años 1944 y 1954, sirvió en el Regimiento de Infantería de Montaña N°3 "Yungay" en San Felipe y en la Escuela de Infantería. En el año 1956 ejerció como instructor en la Escuela Militar; y entre 1960 y 1961 tuvo a su cargo el «Batallón de Escuela de Clases de Armas» en la Escuela de Infantería.
Entre 1962 y 1964, desarrolló la labor docente como profesor de Táctica y Operaciones e Inteligencia en la Academia de Guerra del Ejército. Ahí fue alumno de Carlos Prats. En 1965, fue designado como secretario de la misión militar de Chile en Washington D. C., donde permaneció hasta 1966.
A su retorno sirvió en la Dirección de Planeamiento del Estado Mayor General del Ejército, desempeñándose hasta 1968. En 1969 alcanzó el grado de comandante del Regimiento de Infantería de Montaña n.º 8 "Tucapel", cumpliendo por un año. Luego, en 1971 fue designado director de la Escuela de Suboficiales del Ejército, donde ejerció hasta 1973.

### Rol en la dictadura militar
Luego del golpe de Estado del 11 de septiembre de 1973, en el año 1974, fue ascendido a general de brigada. En ese mismo año, organizó el Comité Asesor de la Junta de Gobierno y la Comisión Nacional de la Reforma Administrativa (CONARA), la que presidió hasta 1980.
En 1975, se le otorgó el cargo de comandante de Institutos Militares, mismo año en que se desempeñó en la presidencia del Centro Latinoamericano de Administración para el Desarrollo (CLAD). En 1978 fue ascendido a general de división, llegando a ser jefe de la Región Militar Norte e inspector general del Ejército de Chile en 1979.
Luego, en 1982 fue ascendido a teniente general y paralelamente asumió como vicecomandante en jefe del Ejército, siendo el segundo tras César Benavides, cargo que ejerció hasta 1985. En 1982 atrajo la atención de la opinión pública al dar un discurso con tono conciliador, y levemente crítico con la gestión de Augusto Pinochet, por haber dividido a los chilenos en «buenos» y «malos». Fue acusado de reunirse secretamente con líderes sindicales opositores al régimen, pero luego ello fue descartado.
El 1 de diciembre de 1985 asumió en representación del Ejército como miembro de la Junta de Gobierno, también integrada por José Toribio Merino (Armada), Fernando Matthei (Fuerza Aérea) y Rodolfo Stange (Carabineros). Cesó en el cargo el 1 de enero de 1987, siendo reemplazado por Humberto Gordon.

### Historial militar
Su historial de ascensos en el Ejército fue el siguiente:
- 1938: Cadete de la Escuela Militar
- 1942: Alférez
- 1943: Subteniente
- 1949: Teniente
- 1954: Capitán
- 1958: Mayor
- 1964: Teniente coronel
- 1968: Coronel
- 1974: General de brigada
- 1978: General de división
- 1982: Teniente general

### Condecoraciones
Fue condecorado con la Estrella Militar, la Estrella al Mérito Militar y la Gran Estrella al Mérito por 10, 20 y 30 años de servicios, y la condecoración "Presidente de la República".

## Carrera política
El 23 de diciembre de 1997 fue designado por el Consejo de Seguridad Nacional (Cosena) como senador institucional de la República para el período legislativo 1998-2006. Durante su trabajo parlamentario integró la Comisión Permanente de Gobierno, Descentralización y Regionalización; la de Trabajo y Previsión Social; la de Defensa Nacional y la Comisión Permanente Revisora de Cuentas.

## Obra escrita
- Quiebre y recuperación del orden institucional en Chile: el factor militar 1924-1973, Editorial Emérida, Santiago, 1995. ISBN 9567308047
- Pinochet y la restauración del consenso nacional, (con Francisco Balart Páez), [s.n.], Santiago, 1998. ISBN 9562729346